# Vol sobre Viena

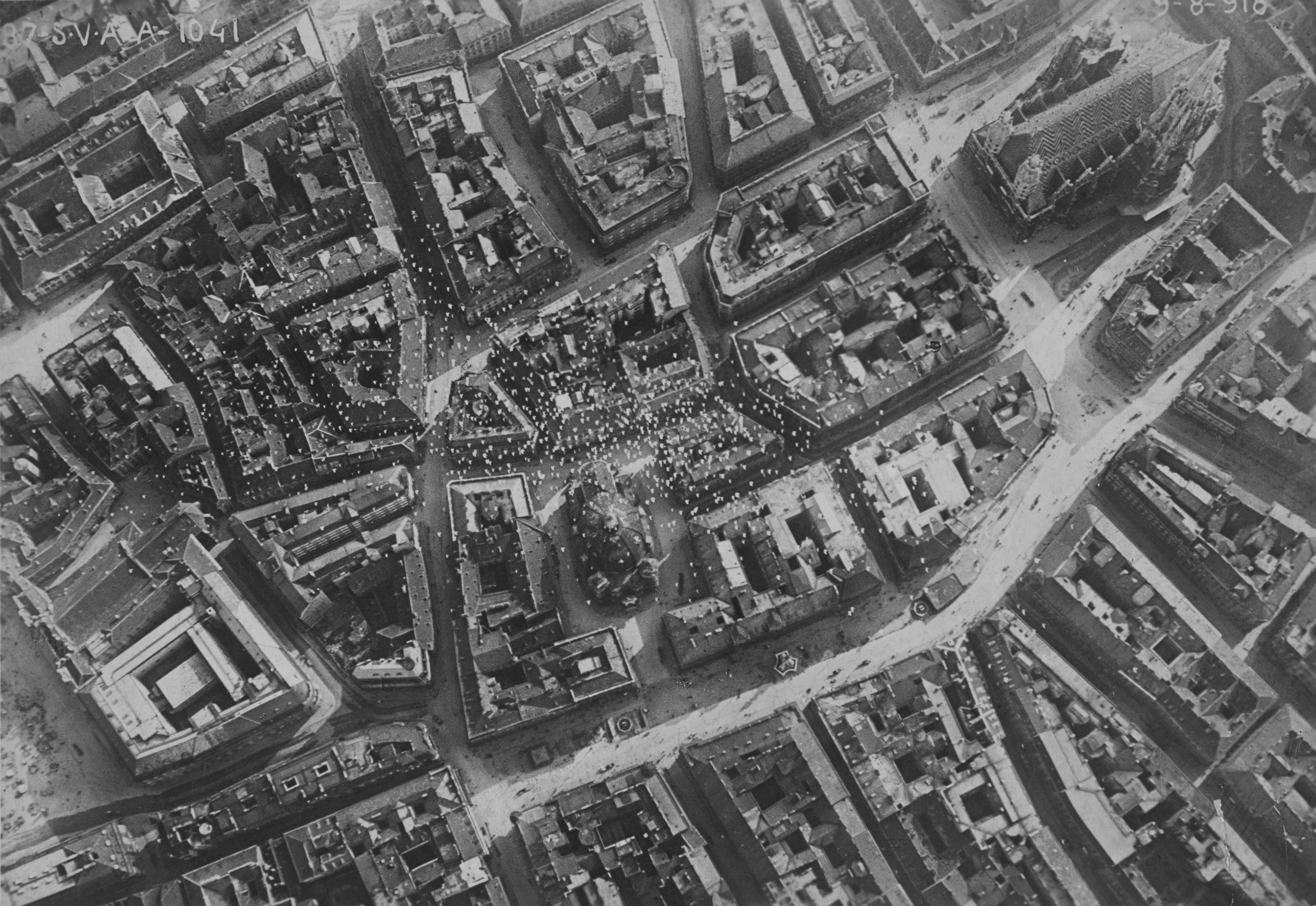
Fullets italians caient sobre Viena. (1918)

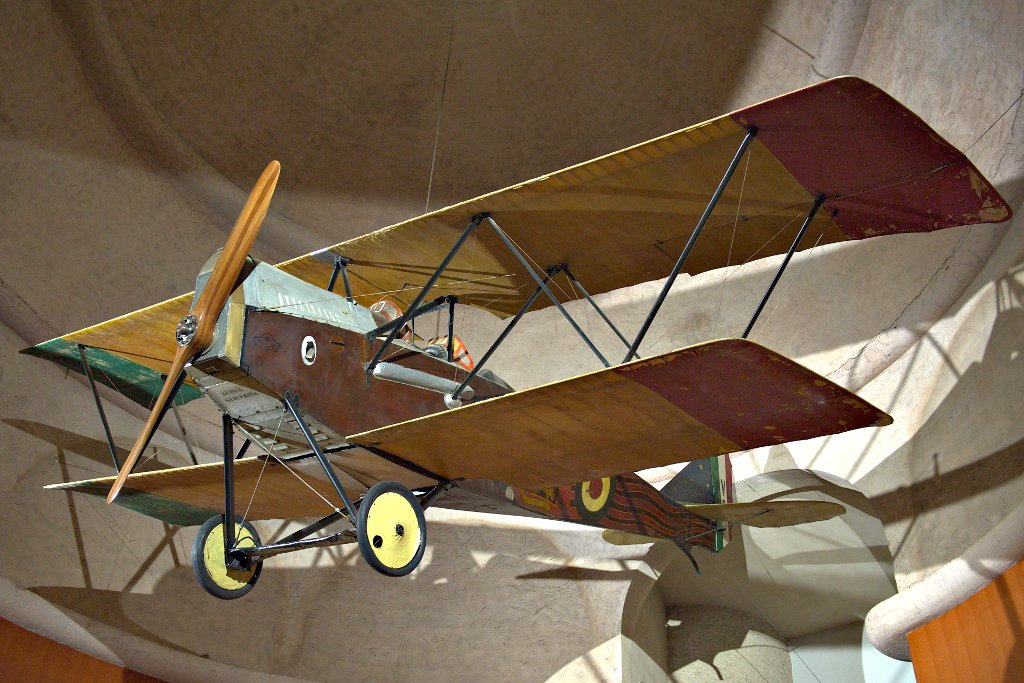
El avió Ansaldo SVA di D'Annunzio conservat al Vittoriale

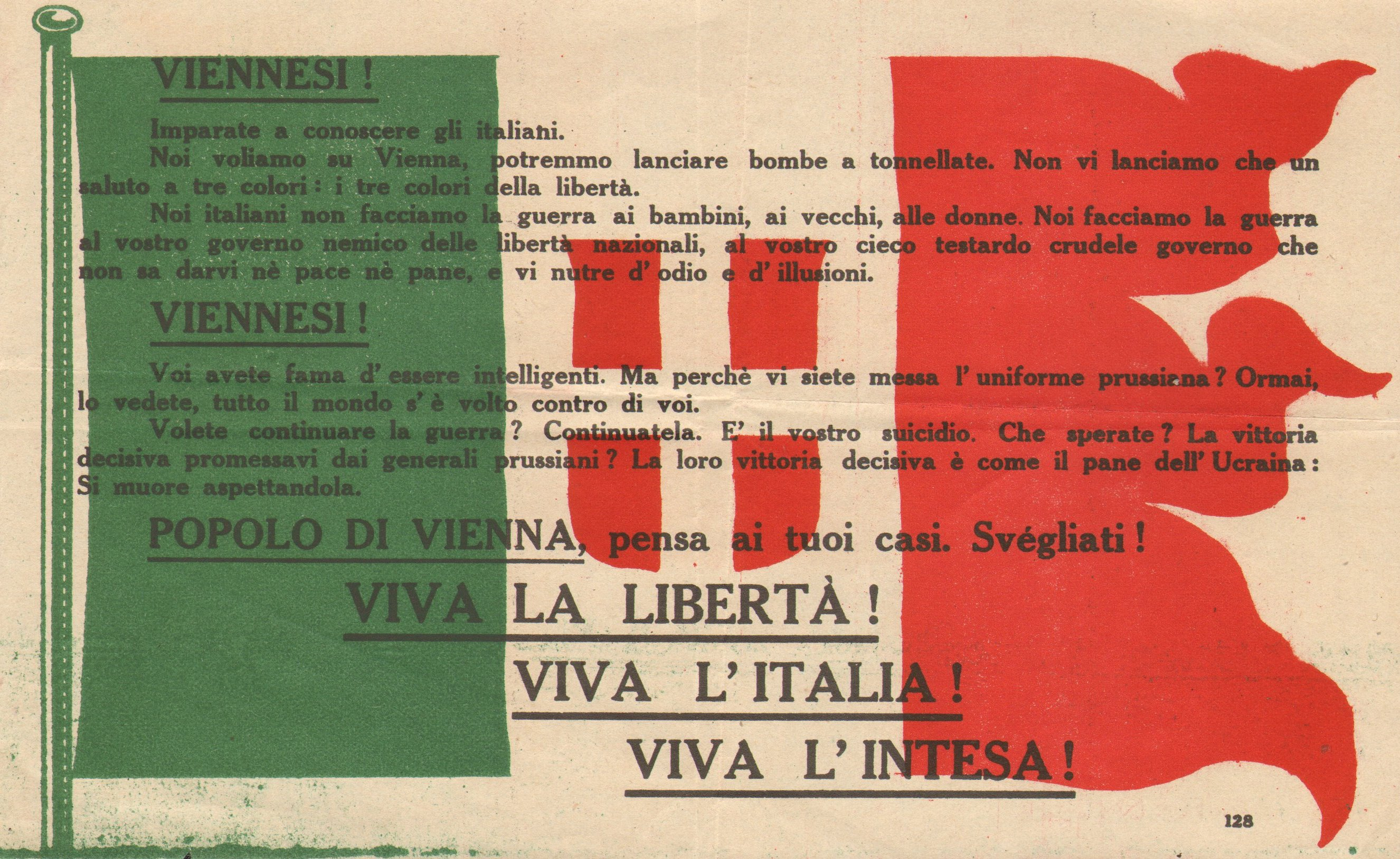
Un dels fullets llançats sobre Viena

El Vol sobre Viena va ser una acció bèl·lica realitzada pel poeta italià i patriota nacionalista Gabriele D'Annunzio, el 9 d'agost de 1918 durant la Primera Guerra Mundial, que va consistir, a realitzar un vol de propaganda, fent servir un petit esquadró aeri per llançar fullets impresos sobre Viena la capital de l'Imperi Austrohongarès.

## Història
Durant aquesta acció van participar nou avions Ansaldo SVA de la 87ma Squadriglia (esquadró) de la Regia Aeronautica anomenada «La Serenissima», a la qual estava adscrit D'Annunzio. Aquesta esquadrilla havia de volar més de 1.000 quilòmetres sumant anada i tornada des d'un aeroport militar a la vora de la localitat de San Pelagio a Due Carrare, a la rodalia de Pàdua, fins a Viena per llançar diversos milers de fullets de propaganda.
L'acció es va planejar l'any anterior, però hi havia problemes tècnics com la real capacitat de combustible dels avions italians per a un vol tan llarg, creuant el flanc meridional dels Alps i travessant diversos quilòmetres de terra sota control austríac, i això va fer que s'endarrerís el pla. El primer assaig es va intentar el 2 d'agost de 1918, però l'avió italià va retornar aviat a la seva base a causa de la densa boira. El segon assaig, el 8 d'agost de 1918, que va ser cancel·lat a causa del fort vent, mentre que l'últim, el 9 d'agost, va ser un èxit.

Els tretze avions destinats al vol efectivament van partir de les seves bases a les 5.50 hores del 9 d'agost, però tres d'ells van haver d'aterrar forçosament als pocs minuts. Ja en terra austríaca, un altre aparell va patir desperfectes mecànics i va haver d'aterrar en Wiener Neustadt, estant capturat el pilot. Els nou aparells restants van volar sobre els barris meridionals i cèntrics de Viena a les 9.20 hores del 9 d'agost de 1918 durant alguns minuts, llançant uns 40.000 fullets d'una targeta impresa a tres colors: verd, blanc i vermell -els colors de la bandera d'Itàlia-. Les línies del text de propaganda van ser escrites pel mateix D'Annunzio però no es va traduir a l'alemany, i això va reduir notablement la seva eficàcia. L'estil del manifest de D'Annunzio va ser jutjat com «massa literari» per oficials de la intel·ligència italiana, els qui van reprovar com «intraduïbles» les metàfores del poeta, més enllà del fet que el text només es redactés en italià i per això fos quasi inservible com a propaganda entre civils de llengua alemanya. El missatge de D'Annunzio deia a les seves primeres línies:
| « | En aquest matí d'agost, mentre es compleix el quart any de la vostra convulsió absurda, i lluminós comença l'any del nostre ple poder, sobtadament apareix l'ala de tres colors com una indicació del destí que ve. El destí torna. Es torna cap a nosaltres amb una seguretat de ferro. Ha passat per sempre l'hora d'Alemanya, qui us agita, us humilia i us infecta. La vostra hora ha passat. Com la nostra fe era més forta, vet aquí com la nostra voluntat preval i prevaldrà fins al final. Els combatents victoriosos del Piave, els combatents victoriosos del Marna, ho senten, ho saben, amb un èxtasi que multiplica l'ímpetu. Però si l'ímpetu no fos suficient, el nombre sí ho seria […] Visca Itàlia! | » |

També van caure 350.000 fullets del periodista Ugo Ojetti, amic de D'Annunzio, on apareixia la bandera italiana sobre fons blanc, les seves frases demanaven el final de l'aliança entre Àustria-Hongria i «Prússia». Aquests volants sí que van ser traduïts a l'alemany i el text interpel·lava hàbilment als vienesos sobre la conveniència de la seva aliança amb Alemanya, les privacions materials de la població civil austríaca, i exaltava la decisió italiana de «llançar papers abans que bombes»; el text d'Ojetti es va fer així més conegut entre els seus destinataris encara que la policia de Viena aviat va procedir a recollir la major quantitat possible de fullets italians i destruir-los, prohibint la seva difusió. Els avions van tornar a les seves bases a les 12.40 hores sense reportar cap trobada amb avions austríacs.